# Kasij Dion
Kasij Dion Kokejan (starogrško Δίων ò Κάσσιος [Díon ὁ Kássios], latinsko  Lucius Cassius Dio Cocceianus), rimski zgodovinar, avtor Rimske zgodovine  (Ρομαικε ιστοριa [Romaike istoria]) v 80 knjigah, v  katerih je po 22 letih preučevanja opisal dogajanje od Enejevega prihoda v Italijo do smrti Septimija Severja, * okoli 155, † okoli 235.
Kasij Dion je bil sin rimskega senatorja Kasija Apronijana. Rodil se je v maloazijskem mestu Nikeji v pokrajini Bitiniji. Bizantinsko izročilo pravi, da je bila njegova mati hčerka ali sestra grškega zgodovinarja, govornika in filoofa Diona Krizostoma, kar se je kasneje izkazalo za sporno. Bil je rimski državljan, vendar je bil po poreklu Grk in je pisal v grškem jeziku.

## Zgodovina Rima
Prvih štirideset knjig Dionove Zgodovine zajema razdobje do Cezarja| (vladal 49-44 pr. n. št.) in Pompeja,  naslednjih dvajset obdobje do Klavdijeve smrti (54 n. št.) in zadnjih dvajset obdobje do smrti Septimija Severja (211 n. št.). Od celotne Zgodovine se je ohranil samo manjši del knjig XXXVI-LX in večji del knjig LXXIX in LXXX. V ohranjenih knjigah je opisano obdobje konca Rimske republike in začetek obdobja cesarstva. Od knjig LXI-LXXX so se na srečo ohranili povzetki, ki jih je napisal bizantinski redovnik Ksifilin v 11. stoletju, in izvlečki Zonare iz 12. stoletja.
Dionova Zgodovina je kljub nekaterim zameram zaradi sloga pisanja zelo pomemben vir za preučevanje rimske zgodovine.